# Combate de La Plata
El  Combate de La Plata fue un enfrentamiento armado llevada a cabo por 29 miembros de la guerrilla contra fuerzas de Fulgencio Batista. El enfrentamiento es conocido mayormente porque es la primera victoria del ejército rebelde, así como demostrar que los guerrilleros del Granma no habían sido derrotados.
Este enfrentamiento radicó en ser una importante victoria moral para los insurgentes, los cuáles apenas se estaban reagrupando después del desastroso resultado del Combate de Alegría de Pío.

## Antecedentes
Este enfrentamiento ocurrió semanas después de la operación realizada por el ejército en  Alegría de Pío, significando la primera derrota para el M26-J que comenzaba a gestarse. Por su inexperiencia, los guerrilleros fueron detectados inmediatamente por las fuerzas gubernamentales, además de ser traicionados por el guía que los acompañó en el recorrido por la zona.
Antes de perpetrar el ataque, los guerrilleros apenas contaban con 23 armas de fuego, incluyendo nueve fusiles con mira telescópica, cinco fusiles semiautomáticos, cuatro fusiles de cerrojo, dos subfusiles Thompson, dos pistolas ametralladoras y una escopeta calibre 16.

## Ataque
El objetivo, localizado a cinco kilómetros al este de Las Cuevas (40 km al este de El Uvero) y sobre la orilla del mismo nombre, fue elegido para realizar un ataque rápido y preciso.
Cerca de las 2:30 a. m. del 17 de enero de 1957, 29 miembros del Movimiento 26 de Julio atacaron el cuartel, desatándose un enfrentamiento que duró cerca de 30 minutos, dejando como saldo dos soldados muertos y cinco heridos, mientras que de parte de los guerrilleros no se reportaron bajas.
Al final del enfrentamiento los insurgentes robaron todas las armas y provisiones del cuartel, además de perdonar la vida de los soldados presentes, inclusive el Che Guevara realizó un torniquete a uno de los soldados heridos.
Ya para las 4:30 a. m., los guerrilleros abandonan su posición adentrándose en la Sierra Maestra, en dirección a Palma Mocha. Después del ataque, el ejército aumentaría su presencia en la zona, llegando a bombardear supuestas posiciones guerrilleras.

### Memorial
En la actualidad el cuartel de La Plata se ha convertido en un museo que conmemora el ataque y la importancia en las ofensivas posteriores.